# 奧林匹克網球中心 (里約熱內盧)
奧林匹克網球中心（葡萄牙语：Centro Olímpico de Tênis）是一座位在巴西里約熱內盧西區巴拉達蒂茹卡巴拉奧林匹克公園的網球場地。該場地將用以舉辦2016年夏季奧林匹克運動會的網球項目與2016年夏季帕拉林匹克運動會的輪椅網球項目賽事。
中心包括一個中央球場和15個比賽球場。表面將為與8月舉行其他北美錦標賽類似的快速硬地。
建設工程2013年開始，2016年2月接近完工。
2015年12月，中央球場以一位退休的巴西網球選手瑪麗亞·埃斯特·布埃諾為命名。